# 67式汎用機関銃
67式汎用機関銃（中国語: 67式機槍、制式名称は1967年式通用機槍）は、中国が独自に設計開発した汎用機関銃である。

## 開発
それまで、中国人民解放軍では、日中戦争から用いてきたZB26をはじめ、日本軍から鹵獲した機関銃や、アメリカ、ソ連から供与された機関銃など、非常に雑多な種類の機関銃を運用していた。これらの機関銃は弾薬の統一などはされていたが、根本的に構造が違うため部品や操作の互換性などは無く、老朽化も著しいことから、機関銃の統一が必要であることは明らかであった。
中国は建国以来、兵器・技術ともにソ連からの支援に頼っていたが、1950年代後半になって中ソ対立が深刻化するとソ連からの技術支援は望めなくなり、中国は初めて機関銃を独自開発するに至った。

## 設計
基本的な外観はソ連製のPK汎用機関銃を手本としており、作動はPKやその原型となったAKMと同じガス圧によるもので、銃身とボルトの固定はSKSカービンと同じティルトロック式、弾薬はワルシャワ条約機構統一弾薬でPKと同じ7.62x54mmR弾など、多くの種類のソ連製ないしはその他の国の機関銃を参考に設計された。
キャリングハンドルもPKに類似したものが同じ位置にあり、二脚を用いると軽機関銃に、三脚に乗せると重機関銃に、対空銃架に乗せると対空機関銃になるという汎用性もPKと全く同じであった。数少ない識別点として、銃口にラッパ状の消炎器が追加してあることと、後期型は銃床がPKと異なる56式自動歩槍と同じものである点が挙げられる（初期型は銃床もPKと同じ穴あきのものであった）。

## 運用
1967年に制式採用され、中国人民解放軍に配備された。しかし、開発・製造ともにノウハウ不足であり、しかも、折からの文化大革命が生産現場の混乱を招いたため、いざ運用してみると銃身の極端な加熱、摩滅の早さによる命中精度の低下、実戦での故障率の高さなどの問題が次々と露呈した。そこで改良が進められ、1978年に改良型の67-1式が追加制式され、1982年には銃身の厚みを増すことで耐久性を上げた67-2式が追加制式された。
重なる改良で後期型は中国軍の主力機関銃の地位に立つことができたが、欠陥の根本的解決が行われなかった初期型は退役し、ベトナムやアフリカ諸国へ売却された。現在、中国軍内では95式自動歩槍と同じ5.8×42mmDBP87を用いる88式汎用機関銃への転換が進んでいる。